# ویلا بوسچ
ویلا بوسچ (به اسپانیایی: Villa Bosch) یک منطقهٔ مسکونی در آرژانتین است که در Tres de Febrero Partido واقع شده‌است. ویلا بوسچ ۲۴٬۷۰۲ نفر جمعیت دارد و ۲۷ متر بالاتر از سطح دریا واقع شده‌است.